# Оркестранты (пьеса)
«Оркестранты» (англ. The Boys in the Band) — пьеса, написанная американским драматургом Мартом Кроули. В центре сюжета находится группа мужчин-геев, собравшихся в Нью-Йорке на вечеринке по случаю дня рождения.
Премьера Офф-Бродвейской постановки состоялась в 1968 году. В 2018 году пьеса была возрождена на Бродвее в честь 50-летней годовщины.

## Сюжет
Действие пьесы разворачивается в квартире на Верхнем Ист-Сайде, Манхэттен.
- Гарольд отмечает свой день рождения. Он переживает о том, что теряет молодость и утверждает, что больше не привлекает молодых мужчин.
- «Ковбой» — привлекательный блондин-проститут, один из подарков Гарольда.
- Алан МакКарти — неожиданный гость на вечеринке. Женатый друг Майкла из колледжа, который пытается рассказать ему о чём-то, но не решается сделать этого в присутствии остальных. Предполагается, что у него были гомосексуальные отношения в колледже, однако его сексуальная ориентация никогда не раскрывается, оставаясь на интерпретацию аудитории.

На вечеринке присутствуют шестеро близких друзей Гарольда:
- Майкл — заклятый друг Гарольда, организатор вечеринки, бывший католик и алкоголик. Он является катализатором большей части драмы в пьесе.
- Дональд — бойфренд Майкла, переехавший из города в Хэмптонс для того, чтобы отстраниться от гомосексуального «стиля жизни».
- Бернард — афроамериканец, влюблённый в богатого белого парня, в чьём доме его мать работала горничной.
- Эмори — яркий и женоподобный декоратор интерьеров. Его чувство юмора раздражает остальных.
- Ларри — модный фотограф, предпочитающий несколько сексуальных партнёров.
- Хэнк — бойфренд Ларри, ранее состоявший в браке с женщиной, с которой находится в процессе развода. Он «похож» на гетеросексуала и не согласен с Ларри по вопросу о моногамии.

Кульминацией вечера становится «игра», в ходе которой каждый из мужчин должен позвонить человеку, которого он любил и рассказать ему об этом. Майкл, уверенный в том, что Алан, совершая звонок, наконец «аутнул» самого себя, забирает у него телефон и выясняет, что он звонил своей жене. Зрители никогда не узнают, что Алан хотел рассказать Майклу.

## Название и создание
Пьеса была написана американским драматургом Мартом Кроули. Он работал в качестве ассистента над фильмом «Великолепие в траве», на съёмках которого встретил актрису Натали Вуд. Вуд наняла его на должность своего личного ассистента, дав свободное время для работы над пьесой, а позже вдохновила его на переезд в Голливуд. По словам писателя Гэвина Ламберта, Вуд симпатизировала гей-сцене Голливуда и финансово поддерживала Кроули. Кроули работал ассистентом Вуд и её супруга Роберта Вагнера на протяжении многих лет.
Пьеса берёт от одной из реплик фильма «Звезда родилась» (1954). По словам Кроули, его мотивацией к написанию пьесы был не активизм, а гнев, который «частично касался меня и моей карьеры, а также отношения общества ко мне и законов того времени». Он сказал, что «хотел, чтобы о несправедливости к этим персонажам знали все». Он также отметил, что «[он] не был активистом, тогда или сейчас. Я не знал, что это было. Я просто написал правду». В документальном фильме «Целлулоидный шкаф» Кроули рассказал, что «самоуничижительный юмор появился из-за низкой самооценки от того, что о тебе говорили в те времена». Прототипом персонажа Майкла стал его друг, который периодически делал насмешливые ремарки.

## История постановок

### Премьерная постановка 1968 года
Агенты сторонились предлагаемого Кроули сценария. Он нашёл поддержку в лице драматурга Эдварда Олби и продюсера Ричарда Барра, в то время возглавлявшего Союз драматургов Нью-Йорка. Для постановки было «практически невозможно найти» актёров, готовых играть гей-персонажей. Друг Кроули из колледжа, актёр Лоренс Лакинбилл, согласился исполнить роль Хэнка, несмотря на предупреждения со стороны его агента (которая сама являлась лесбиянкой) о том, что это может разрушить его карьеру. Кроули с трудом мог найти продюсеров и владельцев театров, заинтересованных в пьесе.
Премьера пьесы состоялась на офф-бродвейской сцене 14 апреля 1968 года и завершилась 6 сентября 1970 года после 1001 выступления. Режиссёром пьесы выступил Роберт Мур, а роли в ней исполнили Кеннет Нельсон, Питер Уайт, Леонард Фрей, Клифф Горман, Фредерик Комбс, Лоренс Лакинбилл, Кит Прентис, Роберт Ла Турне и Рубен Грин. Пьеса была одной из первых работ, в центре сюжета которой находились гомосексуалы. В 1968 году постановка, изначально планировавшаяся только на пять выступлений на маленькой офф-бродвейской площадке, оказалась большим успехом и переместилась в больший театр. Её показы также состоялись в Лондоне. По данным издания «The New York Times», актёры постановки сделали в декорациях дырку для того, чтобы следить за тем, кто занимал лучшие места в зале; в течение первых недель на них были замечены Жаклин Кеннеди, Марлен Дитрих, Граучо Маркс, Рудольф Нуреев и мэр Нью-Йорка Джон Линдси. Несмотря на успех пьесы, все актёры-геи после премьеры остались в шкафу. В период между 1984 и 1993 годами пятеро актёров, а также режиссёр Роберт Мур и продюсер Ричард Барр скончались от СПИДа.

### Офф-Бродейские возрождения
Пьеса была возрождена на офф-Бродвее в театре Люсиль Лортел в 1996 году и продолжалась с 6 августа по 20 октября.
«Оркестранты» были поставлены театральной компанией «Transport Group» в Нью-Йорке с февраля 2010 по 14 марта 2010 года под руководством Джека Каммингса III.
В 2002 году Кроули написал сиквел к пьесе, «Мужчины из парней», действие которого разворачивается через 30 лет после событий оригинальной пьесы. Премьера постановки состоялась в Сан-Франциско в 2002 году под руководством Эда Декера, а также была показана в Лос-Анджелесе в 2003 году.
В октябре 2016 года пьеса была возрождена на сцене в Лондоне. Это была первая постановка пьесы за два прошедших десятилетия. Роль Гарольда в ней сыграл Марк Гэтисс.

### Бродвейская постановка
Премьера бродвейской постановки, режиссёром которой выступил Джо Мантелло, состоялась 31 мая 2018 года в театре «Booth», после превью-показов, начавшихся 30 апреля. Выступления завершились 11 августа 2018 года. В качестве продюсеров выступили Дэвид Стоун, Скотт Рудин, Патрик Катулло, Аарон Глик и Райан Мерфи. Роли в постановке, приуроченной к 50-летней годовщине оригинальной премьеры, исполнили Мэтт Бомер, Джим Парсонс, Закари Куинто, Эндрю Рэннелс, Чарли Карвер, Брайан Хатчинсон, Майкл Бенджамин Вашингтон, Робин де Хесус и Так Уоткинс. Все актёры являются открытыми геями.

## Актёрские составы
| Роль     | Офф-Бродвей (1968) | Офф-Бродвей (1996) | Бродвей (2018)            |
| -------- | ------------------ | ------------------ | ------------------------- |
| Гарольд  | Леонард Фрей       | Дэвид Гринспан     | Закари Куинто             |
| «Ковбой» | Роберт Ла Турне    | Скотт Деккер       | Чарли Карвер              |
| Алан     | Питер Уайт         | Роберт Бог         | Брайан Хатчинсон          |
| Майкл    | Кеннет Нельсон     | Дэвид Дрейк        | Джим Парсонс              |
| Дональд  | Фредерик Комбс     | Кристофер Зибер    | Мэтт Бомер                |
| Бернард  | Рубен Грин         | Уильям Кристиан    | Майкл Бенджамин Вашингтон |
| Эмори    | Клифф Горман       | Джеймс Лисесн      | Робин де Хесус            |
| Ларри    | Кит Прентис        | Шон МакДермотт     | Эндрю Рэннеллс            |
| Хэнк     | Лоренс Лакинбилл   | Дэвид Бишинс       | Так Уоткинс               |

## Экранизация
Пьеса была адаптирована в фильм с одноимённым названием, вышедший в 1970 году. Его режиссёром выступил Уильям Фридкин.
В апреле 2019 года было объявлено, что режиссёр Джо Мантелло, поставивший бродвейскую постановку, также займётся её киноадаптацией. Её премьера состоится в 2020 году на сервисе Netflix. Главные роли исполнят те же актёры.

## Принятие
Состоявшаяся в 1968 года премьера пьесы шокировала мейнстримные аудитории. В 2002 году журналист и критик Питер Филичия утверждал, что оригинальная постановка вдохновила Стоунволлские бунты и ЛГБТ-движение.

### Награды и номинации
| Год  | Ассоциация                           | Категория                                 | Номинант(-ы)   | Результат |
| ---- | ------------------------------------ | ----------------------------------------- | -------------- | --------- |
| 1968 | Премия «Оби»                         | Выдающееся исполнение                     | Клифф Горман   | Победа    |
| 1997 | Премия «Оби»                         | Исполнение                                | Дэвид Гринспан | Победа    |
| 2019 | Премия «Тони»                        | Лучшая возрождённая пьеса                 | «Оркестранты»  | Победа    |
| 2019 | Премия «Тони»                        | Лучшая мужская роль второго плана в пьесе | Робин де Хесус | Номинация |
| 2019 | Выбор аудитории сайта «Broadway.com» | Любимая возрождённая пьеса                | «Оркестранты»  | Победа    |
| 2019 | Выбор аудитории сайта «Broadway.com» | Любимый актёр в пьесе                     | Джим Парсонс   | Номинация |
| 2019 | Выбор аудитории сайта «Broadway.com» | Любимый актёр второго плана в пьесе       | Мэтт Бомер     | Номинация |
| 2019 | Выбор аудитории сайта «Broadway.com» | Любимый актёр второго плана в пьесе       | Эндрю Рэннеллс | Номинация |
| 2019 | Выбор аудитории сайта «Broadway.com» | Любимый прорыв среди мужчин               | Мэтт Бомер     | Номинация |
| 2019 | Выбор аудитории сайта «Broadway.com» | Любимый прорыв среди мужчин               | Чарли Карвер   | Номинация |